# エリク11世 (スウェーデン王)

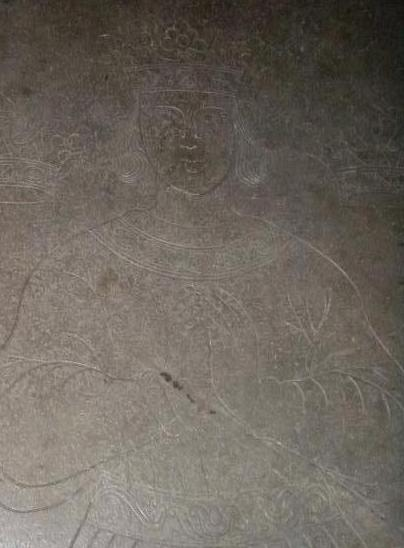
エリク11世の墓石 （ヴァーンヘム修道院）

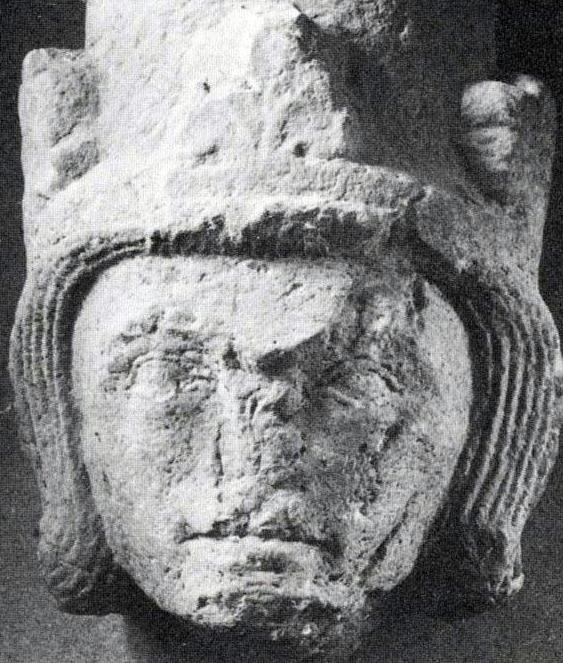
13世紀に損傷を受けたエリク11世と思われる胸像

エリク・エーリクソン、舌もつれのエリクまたは跛者のエリク （スウェーデン語: Erik Eriksson, Erik läspe och halte、古ノルド語: Eiríkr Eiríksson、1216年 - 1250年2月2日）は、エリク家最後のスウェーデン王（エリク11世、在位：1222年 - 1229年、1234年 - 1250年）。

## 家系
エリク・エーリクソンはスウェーデン王エリク・クヌートソン（エリク10世）とデンマーク王ヴァルデマー1世の娘リキサとの間の子である。1320年代前半に書かれたエリクの年代記によれば、エリクは足が部分的に不自由であった。生まれた時にはすでに父エリク10世は死去しており、エリクが15歳になるまではエリク家のライバルスヴェルケル家のヨハン1世がスウェーデン王位についていた。この状況について、ローマ教皇パスカリス2世はエリク・エーリクソンの即位を希望していた。

## 治世
1222年にヨハン1世が死去すると、6歳だったエリク・エーリクソンがエリク11世として王位に就いた。幼少の王に代わり、司教やクヌート・ホルムイェルソン、ウルフ・フォースら一部の大貴族が後見人会（後の王国参事会の起源）を構成して実権を握った。1229年、エリク11世は反乱を起こしたクヌート・ホルムイェルソンにオルストラの戦いで敗れ、叔父のヴァルデマー2世が支配するデンマークへ亡命した。クヌート・ホルムイェルソンは1231年にクヌート2世として即位したが、間もなく1234年に死去した。
クヌート2世の死後、エリク11世は復位し、ヤールのスーネ・フォルケソンとスヴェルケル家の王女ヘレナ（スヴェルケル2世の娘）の間の娘であるカタリーナと結婚した。一般にはエリク11世には子供がなかったとされるが、一部の資料によれば2人の娘が生まれたが程なく死んだという。
エリク11世は1250年に死去し、ヴェステルイェートランドのヴァーンヘム修道院に葬られた。
エリク11世の姉インゲボリは、1236年にフォルクング家の出身でスヴェルケル家の血をも母方から受けるビルイェル・ヤールの最初の妻となっていた。そしてその長男ヴァルデマール1世は、エリク11世の死後スウェーデン王に即位した。ビルイェル・ヤールは、1266年に死去するまで摂政として王国を支配した。
『詩人一覧』は、エリク11世の宮廷詩人（スカルド）の一人としてオラヴ・トールズソンの名を挙げている。